# Jezioro Białe (powiat gostyniński)
Jezioro Białe – jezioro w Polsce położone w województwie mazowieckim, w powiecie gostynińskim, w gminie Gostynin.
Powierzchnia zwierciadła wody według różnych źródeł wynosi od 142,5 ha do 150,2 ha. Zwierciadło wody położone jest na wysokości 72,4 m n.p.m. lub 73,0 m n.p.m. Średnia głębokość jeziora wynosi 9,9 m, natomiast głębokość maksymalna 36 m.
W 2008 roku nad jeziorem była kręcona część zdjęć do filmu Tatarak w reżyserii Andrzeja Wajdy.